# Jüdischer Friedhof Königsfeld

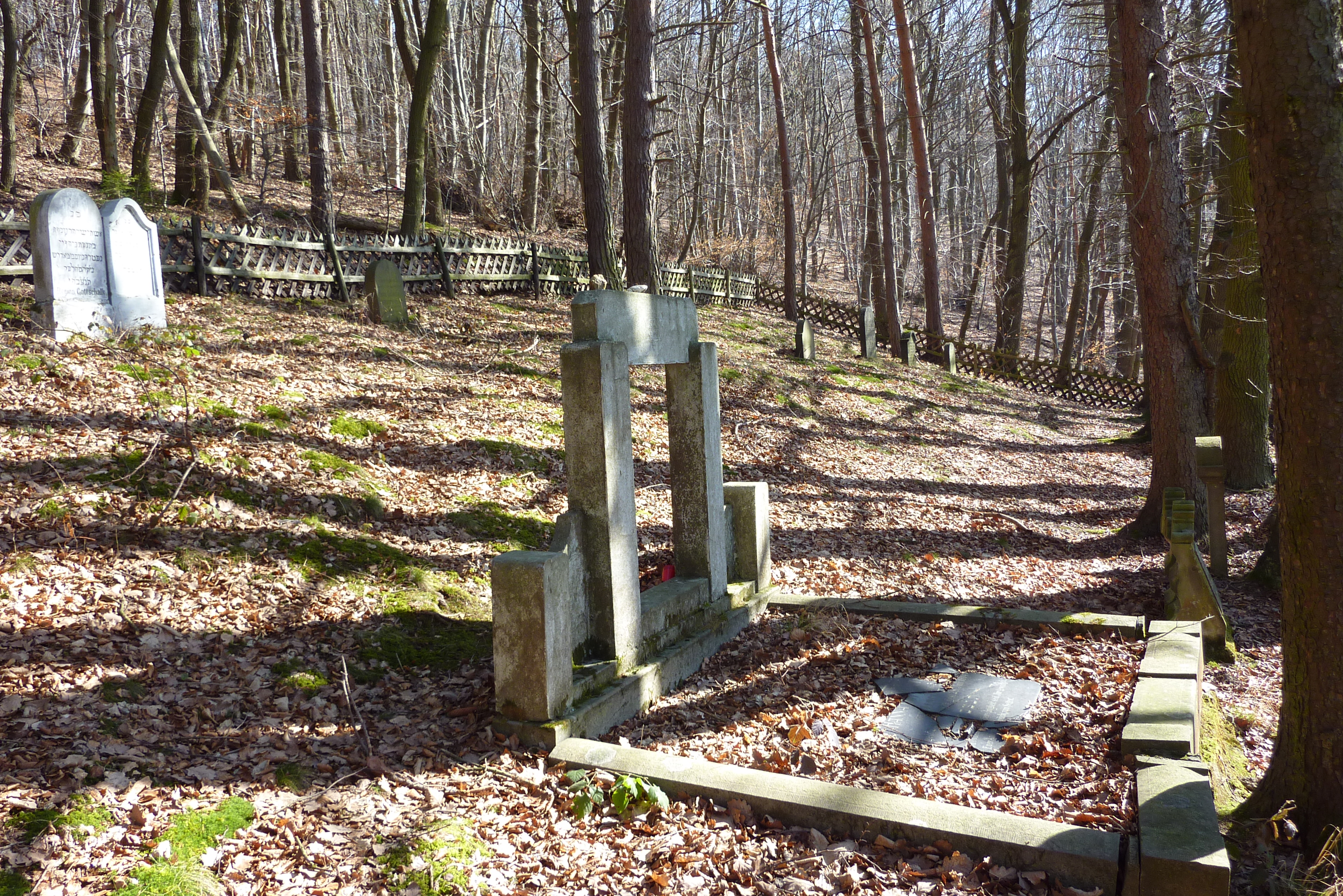
Jüdischer Friedhof in Königsfeld

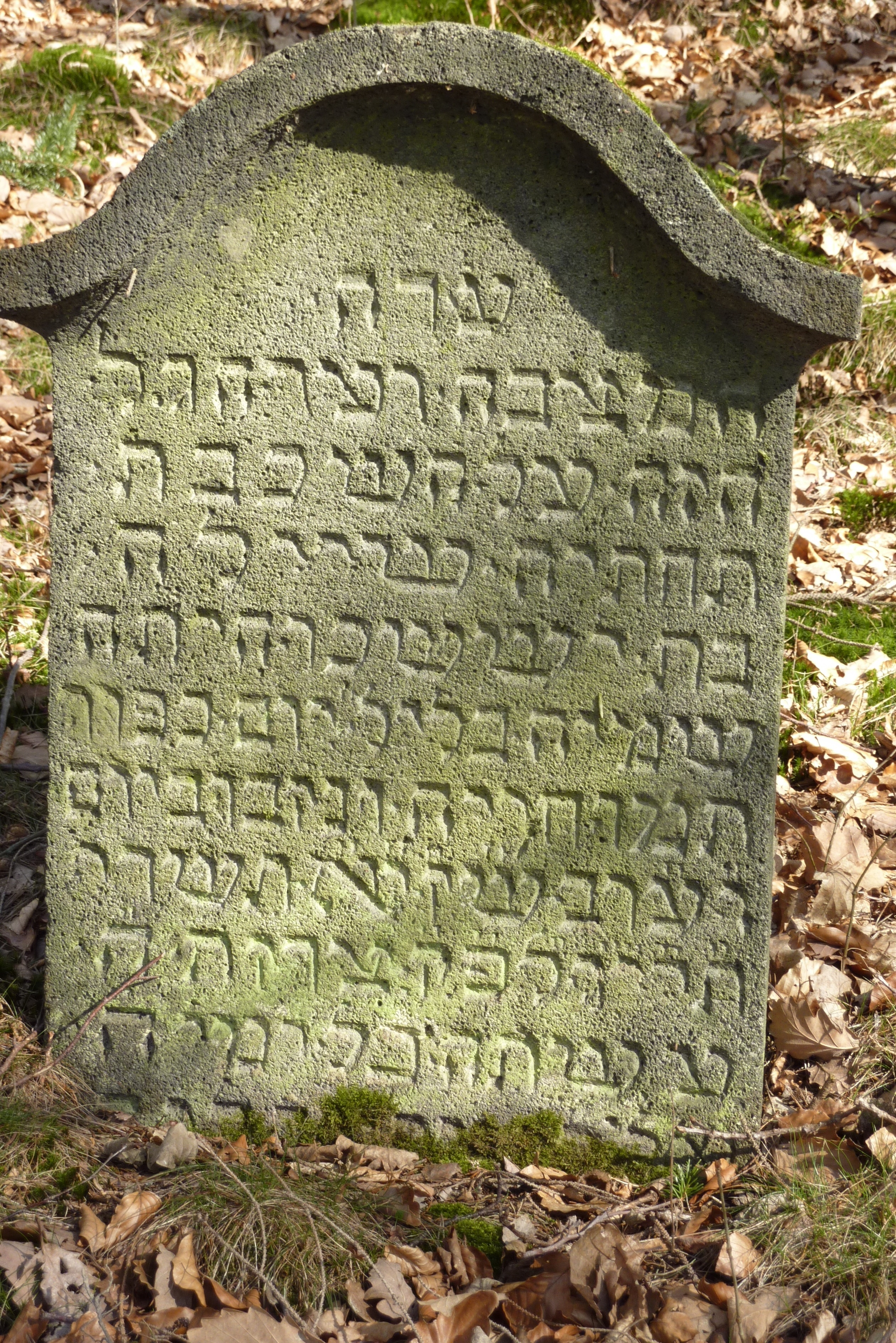
Grabstein

Der Jüdische Friedhof Königsfeld ist ein jüdischer Friedhof in Königsfeld im Landkreis Ahrweiler in Rheinland-Pfalz. Er ist ein geschütztes Kulturdenkmal.
Die Jüdische Gemeinde Königsfeld hatte den Friedhof wohl schon vor 1838 anlegen lassen. Das genaue Datum ist nicht bekannt. Der älteste erhaltene Grabstein stammt aus dem Jahr 1838, die letzte Bestattung fand 1942 statt. Dies war Gertrud Borg geborene Baer (1857–1942), der Stein wurde nach 1945 gesetzt. Der Friedhof liegt am westlichen Waldrand zwischen dem Königsbach und dem Pfad nach Vehn. Vom ursprünglich 3681 m² großen Friedhof trennte in den 1960er Jahren die Gemeinde etwa 600 m² ab. Heute sind noch 21 Grabsteine erhalten, davon tragen 17 den Namen Gottschalk.
Der Friedhof blieb in der Zeit des Nationalsozialismus nahezu unbeschädigt.